# فيليب ديوك
فيليب ديوك (بالإنجليزية: Phillip Duke)‏ هو لاعب دوري الرغبي أسترالي، ولد في 14 مارس 1960.